# A Manchester United FC és az Olympique Lyonnais 2025. április 17-i mérkőzése
A Manchester United és az Olympique Lyonnais közötti 2024–2025-ös Európa-liga-negyeddöntőt az Old Traffordon játszották, 2025. április 17-én. A mérkőzés végeredménye 5–4 lett, a United diadalmaskodott, a mérkőzést minden idők legjobb Old Traffordon játszott európai találkozójaként tartják számon. Ez a United 28. negyeddöntője volt egy európai kupasorozatban, amely a legtöbb angol klubcsapatok közül.
A United 4–2-es hátrányból nyerte meg a mérkőzést, a 114. perc után lőttek három gólt, hogy megfordítsák a mérkőzést.

## A mérkőzés előtt
A találkozó a negyeddöntő visszavágója volt. Az első mérkőzés 2–2-es eredménnyel zárult. A találkozón a Lyon került előnybe egy André Onana-hibát követően, amely után kettőt rúgott a United, a másodikat a 88. percben, úgy tűnt könnyen megnyerik a mérkőzést, de Rayan Cherki ki tudott egyenlíteni a 90+5. percben.
A United utolsó mérkőzésén a negyeddöntő előtt 4–1-re kikapott a Newcastle Unitedtől a Premier League-ben, míg a Lyon 3–1-re nyert az Auxerre ellen, a francia bajnokságban. A United sorozatban négy mérkőzésen volt nyeretlen a találkozó előtt, míg a Lyon hatból négyet megnyert.
Sérüléseket tekintve a Manchester United sok játékosát hiányolta: Amad, Toby Collyer, Matthijs de Ligt, Jonny Evans, Ayden Heaven, Lisandro Martínez, Joshua Zirkzee, míg a Lyon csak egyet, Ernest Nuamah-t.

## A mérkőzés

### Áttekintés
A mérkőzést a Manchester United kezdte jobban, az első félidőben domináltak, két gólt is lőttek. Az első találatot Manuel Ugarte szerezte, miután Alejandro Garnacho a büntetőterület közepére passzolta a labdát, az uruguayi középpályás pedig lecsapott rá. A második gólt Diogo Dalot lőtte, a kapu jobb oldaláról a távoli sarokba lőve a labdát.
A második félidőben is a Manchester United kezdett jobban, de a 71. percben Corentin Tolisso szépített, ami után mindössze hét perccel Nicolás Tagliafico kiegyenlített. A félidő hátralévő részében gól már nem volt, de a 89. percben egy második sárga lappal kiállították a Lyon csapatkapitányát, az első gólt szerző Tolissót.
Az emberhátrány ellenére egyértelműen a Lyon játszott jobban a hosszabbításban, a United teljesen összeomlott, Rayan Cherki és Alexandre Lacazette a 110. percre úgy tűnt, hogy eldöntötte a találkozót. A 112. percben Casemiro kiharcolt egy büntetőt, amelyet Bruno Fernandes tudott értékesíteni a 114-ben. A 86. percben csereként beálló Kobbie Mainoo a 120. percben a büntetőterületen belül kapta a labdát Casemirótól, majd a távoli sarokba lőtte azt, így kiegyenlítve a mérkőzést. Alig egy perccel később ismét a brazil középpályás játszott fontos szerepet egy gólban, mikor Harry Maguire fejére helyezte a labdát a tizenhatoson kívülről, amelyet a hosszabbításban csatárként játszó középhátvéd a hálóba fejelt.

### Mérkőzés részletei
| 2025. április 17. 20:00 |

| Manchester United                                                           | 5–4 (h. u.)                 | Olympique Lyonnais                                                   |
| --------------------------------------------------------------------------- | --------------------------- | -------------------------------------------------------------------- |
| Ugarte 10' Dalot 45+1' Fernandes 114' (11-esből) Mainoo 120' Maguire 120+1' | (2–0, 2–2, 2–3) Jegyzőkönyv | Tolisso 71' 89′ Tagliafico 78' Cherki 105' Lacazette 110' (11-esből) |

| Old Trafford, Manchester Játékvezető: Sandro Schärer Asszisztensek: Stéphane De Almeida, Jonas Erni |

{| width=92%
|-
|

|
|}
| KA           | 24 | André Onana        |      |      |
| JSZV         | 20 | Diogo Dalot        |      |      |
| KV           | 3  | Núszír Mázráví     |      | 45'  |
| KV           | 5  | Harry Maguire      | 93'  |      |
| KV           | 15 | Leny Yoro          |      |      |
| BSZV0        | 13 | Patrick Dorgu      |      | 100' |
| KP           | 25 | Manuel Ugarte      |      | 86'  |
| KP           | 18 | Casemiro           |      |      |
| TKP          | 17 | Alejandro Garnacho | 50'  | 100' |
| TKP          | 8  | Bruno Fernandes    |      |      |
| KCS          | 9  | Rasmus Højlund     |      | 86'  |
| Cserék:      |    |                    |      |      |
| KA           | 1  | Altay Bayındır     |      |      |
| KA           | 22 | Tom Heaton         |      |      |
| V            | 2  | Victor Lindelöf    |      |      |
| V            | 23 | Luke Shaw          | 108' | 45'  |
| V            | 41 | Harry Amass        |      | 100' |
| V            | 80 | Jaydan Kamason     |      |      |
| V            | 87 | Godwill Kukonki    |      |      |
| KP           | 7  | Mason Mount        |      | 86'  |
| KP           | 14 | Christian Eriksen  |      | 100' |
| KP           | 37 | Kobbie Mainoo      |      | 86'  |
| KP           | 64 | Jack Moorhouse     |      |      |
| Menedzser:   |    |                    |      |      |
| Rúben Amorim |    |                    |      |      |

| KA            | 1  | Lucas Perri            |           |      |
| JV            | 98 | Ainsley Maitland-Niles |           |      |
| KV            | 22 | Clinton Mata           |           |      |
| KV            | 19 | Moussa Niakhate        |           |      |
| BV            | 3  | Nicolás Tagliafico     |           | 115' |
| KP            | 8  | Corentin Tolisso       | 45+1' 89′ |      |
| KP            | 4  | Paul Akouokou          |           | 55'  |
| KP            | 7  | Jordan Veretout        | 18'       | 55'  |
| TKP           | 18 | Rayan Cherki           |           | 106' |
| TKP           | 23 | Thiago Almada          |           |      |
| KCS0          | 69 | Georgi Mikautadze      |           | 64'  |
| Cserék:       |    |                        |           |      |
| KA            | 40 | Remy Descamps          |           |      |
| KA            | 50 | Lassine Diarra         |           |      |
| V             | 16 | Abner                  |           | 106' |
| V             | 55 | Duje Ćaleta-Car        |           | 115' |
| V             | 20 | Saël Kumbedi           |           |      |
| V             | 27 | Warmed Omari           |           |      |
| KP            | 31 | Nemanja Matić          |           |      |
| KP            | 15 | Tanner Tessmann        |           | 55'  |
| CS            | 11 | Malick Fofana          |           | 64'  |
| CS            | 10 | Alexandre Lacazette    |           | 55'  |
| Menedzser:    |    |                        |           |      |
| Paulo Fonseca |    |                        |           |      |

### Statisztika
| Statisztika          | Manchester United | Olympique Lyonnais |
| -------------------- | ----------------- | ------------------ |
| Gólok                | 5                 | 4                  |
| Lövések              | 21                | 21                 |
| Kapura tartó lövések | 8                 | 9                  |
| Passzok              | 482               | 690                |
| Szerelések           | 23                | 23                 |
| Felszabadítások      | 39                | 25                 |
| Labdabirtoklás       | 41%               | 59%                |
| Szögletek            | 7                 | 3                  |
| Szabálytalanságok    | 17                | 14                 |
| Lesek                | 2                 | 2                  |
| Sárga lapok          | 3                 | 4                  |
| Piros lapok          | 0                 | 1                  |

## Jelentősége
A találkozót már aznap minden idők egyik legjobb európai mérkőzésének tekintették a Manchester United és az Európa-liga történetében. A United az első csapat lett, amely a 120. percben két gólt tudott lőni a tornán. Az európai labdarúgás történetének első mérkőzése volt, amelyben a rendes játékidőt követően öt gólt szereztek a csapatok.
Bruno Fernandes találata a mérkőzésen a Manchester United történetének 5000. gólja volt az Old Traffordon.